# Adictos
Adictos es una  serie de televisión dramática de antología argentina que fue emitida por Canal 10 (Mar del Plata). Cada episodio cuenta una historia diferente que tiene como eje central las adicciones a diversas sustancias, hábitos y servicios. Está producida por Enrique Estevanez, dirigida por Hugo Alejandro Moser y protagonizada por un elenco rotativo. La serie tuvo su estreno el 2 de octubre de 2011.
El desarrollo de la producción inició en agosto del 2011, cuando fue uno de los proyectos ganadores del concurso «Series de Ficción en Alta Definición», un plan de fomento de ficción nacional organizado por el Gobierno de Argentina y el Instituto Nacional de Cine y Artes Audiovisuales (INCAA) que tenía como finalidad impulsar la industria de los contenidos audiovisuales.

## Sinopsis
La trama sigue la vida de diferentes personas que comienzan a tener conductas que no pueden controlar y a desarrollar adicciones como el consumo de la cocaína, el internet, el juego, el tabaco, la mitomanía, la envidia, la dependencia emocional, el trabajo, la comida, la hipocondría, el celular, la ambición y la fama.

## Elenco
| Episodio 1 - Paula Kohan como Lucila Galatto - Adrián Yospe como Facundo - Valeria Lorca como Elena - Ernesto Claudio como Ricardo - Mónica Santibáñez como Graciela - Beatriz Dellacasa como María Ester Episodio 2 - Silvia Kutika como Ana - Alejo García Pintos como Carlos - Coni Marino como Olga - Brian Vainberg como Tomás Episodio 3 - Enrique Liporace como Roberto Aguirre - Susana Cart como Mamá de Mariana - Julieta Vallina como Mariana Aguirre - Martín Campilongo como Aníbal Episodio 4 - Guillermo Fernández como Carlos Lombardi - Paula Siero como Mariana - Laura Oliva como Giselle Muñoz - Oscar Alegre como «Gallego» Muñoz Episodio 5 - Fabián Gianola como Osvaldo Castro - Carolina Papaleo como Marta - Betty Villar como Daniela - Susana Ortiz como Doña Rosa - Gonzalo Urtizberea como Ángel Rodríguez - Jorge Varas como Bermúdez - Claudio Messina como Aldo Episodio 6 - Laura Novoa como Julieta Lezcano - Eduardo Blanco como Hernán Taboada - Nacho Gadano como Mateo Viñals - Andrea Frigerio como Giovanna Ferri - Roberto Antier como Álvaro Episodio 7 - Gustavo Guillén como Gonzalo - Gabriela Groppa como Paula - Silvia Pérez como Ana - Maria Pía Galiano como Micaela - Luisa Drozdek como Productora Episodio 8 - Adriana Salonia como Andrea Sosa - Miguel Habud como Julio - Mabel Pessen como Dora - Mónica Gonzaga como Rebeca Ibarguren | Episodio 9 - Laura Insúa como Ana - Carlos Girini como Ricardo - Graciela Tenenbaum como Isabel - Gonzalo Nenna como Joaquín - Sol Madrigal como Catalina - Lucas Velasco como Bravucón - Fernanda Ganz como Paola Episodio 10 - Jorgelina Aruzzi como Fernanda Ruiz - Alejo García Pintos como Juan Pablo Pagés - Claudio Chaffone como Javier - Betty Villar como Verónica - Naím Sibara como «Cacho» - Yaldana Bellver como Vanesa Liberman Episodio 11 - Jorge Sassi como Arturo - Sol Estevanez como Marta - Ivo Cutzarida como Tito - Irene Almus como Sofía «Choli» - Marcos Rauch como Pablo - Micaela Vázquez como Belén - Hernán Estevanez como «Cacho» - Gabriel Maresca como Luisito Episodio 12 - Juan Vitali como Collins - David Masajnik como Adolfo Roca - Paulo Brunetti como David Molinari - Emilio Bardi como Víctor - Graciela Tenenbaum como Marta - Atilio Pozzobón como Rubén López - Paola Papini como Teresa - Guadalupe Martínez Uría como Ana - Lelio Lesser como Carlos Episodio 13 - Héctor Calori como Augusto Salvatore - Rita Terranova como Adela - Francisco Andrade como Lucas Baqué - Nicolás Maiques como Ricky Montezano - Lis Moreno como Bernarda Salvatore - Pablo Comelli como Periodista - Diego Armel como Fotógrafo |

## Episodios
| N.º | Título                       | Dirigido por         | Escrito por                    | Fecha de emisión original |
| --- | ---------------------------- | -------------------- | ------------------------------ | ------------------------- |
| 1   | «Droga»                      | Hugo Alejandro Moser | Jorge Palaz                    | 2 de octubre de 2011      |
| 2   | «En familia»                 | Hugo Alejandro Moser | Gabriela Fiore                 | 9 de octubre de 2011      |
| 3   | «Juego»                      | Hugo Alejandro Moser | Jorge Palaz                    | 16 de octubre de 2011     |
| 4   | «Adiós compañero de mi vida» | Hugo Alejandro Moser | Walter Ferreyra Ramos          | 23 de octubre de 2011     |
| 5   | «Mentira»                    | Hugo Alejandro Moser | Jorge Palaz                    | 30 de octubre de 2011     |
| 6   | «Titiriteros»                | Hugo Alejandro Moser | Walter Ferreyra Ramos          | 6 de noviembre de 2011    |
| 7   | «Praga no fue una fiesta»    | Hugo Alejandro Moser | María de las Mercedes Hernando | 13 de noviembre de 2011   |
| 8   | «Adicta al trabajo»          | Hugo Alejandro Moser | María de las Mercedes Hernando | 20 de noviembre de 2011   |
| 9   | «Plato del día: vida sana»   | Hugo Alejandro Moser | María de las Mercedes Hernando | 27 de noviembre de 2011   |
| 10  | «No estamos bien»            | Hugo Alejandro Moser | Walter Ferreyra Ramos          | 4 de diciembre de 2011    |
| 11  | «TKM»                        | Hugo Alejandro Moser | María de las Mercedes Hernando | 11 de diciembre de 2011   |
| 12  | «La única verdad»            | Hugo Alejandro Moser | Gabriela Fiore y Jorge Nolasco | 18 de diciembre de 2011   |
| 13  | «La fama es puro cuento»     | Hugo Alejandro Moser | María de las Mercedes Hernando | 25 de diciembre de 2011   |